# Alfred Crimmann
Alfred Hermann Crimmann (* 12. Juli 1893 in Gera; † nach 1954) war ein deutscher Politiker (CDU). Er war von 1950 bis 1954 Abgeordneter der Länderkammer der DDR.

## Leben
Crimmann, evangelischer Christ, war von 1920 bis 1923 Mitglied der Sozialdemokratischen Partei Deutschlands (SPD) und ab 1930 beim Thüringer Landbund. Er war nach 1933 Kreisamtsrat bzw. Kreisamtmann des Landkreises Arnstadt.
Im April 1945 wurde er von der amerikanischen Besatzungsmacht als Landrat des Landkreises Arnstadt eingesetzt. Nach dem Einmarsch der sowjetischen Truppen im Juli 1945 wurde er von diesen kurzzeitig verhaftet und abgesetzt. Er wurde Mitglied der Christlich-Demokratischen Union Deutschlands (CDU) und wirkte als Vorsitzender des CDU-Kreisvorstandes Arnstadt sowie als Mitglied des CDU-Landesvorstandes Thüringen. Er arbeitete als Verwaltungsbeamter und Verwaltungsdirektor bei der Konsumgenossenschaft Arnstadt. Am 17. September 1950 wurde er auf dem 5. Parteitag der CDU zum Mitglied des Hauptvorstandes gewählt, dem er bis zum 7. Parteitag im September 1954 angehörte. Von 1950 bis 1954 war er mit dem Mandat der CDU Mitglied der Länderkammer der DDR. Im Jahr 1950 wohnte er im Lohmühlenweg in Arnstadt.
Nach der Verwaltungsreform in der DDR im Sommer 1952 übernahm er die Funktion eines stellvertretenden Vorsitzenden des Rates des Bezirkes Gera und war für das Gesundheitswesen, Arbeit und Berufsausbildung verantwortlich. Außerdem war er Mitglied des CDU-Bezirksvorstandes Gera und seines Sekretariats. Zuletzt wurde er auf der 2. CDU-Bezirksdelegiertenkonferenz 1954 in das Sekretariat gewählt.